# Alberto Franchetti

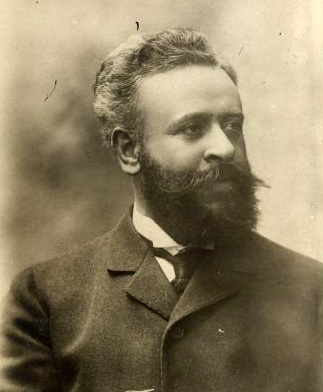
Alberto Franchetti um 1906. Aufnahme von Giovanni Artico (1868–1930)

Alberto Franchetti (* 18. September 1860 in Turin; † 4. August 1942 in Viareggio) war ein italienisch-deutscher Komponist aus jüdischer Familie. Er wird dem Kompositionsstil des Verismo und der Giovane Scuola zugeordnet.

## Künstlerische Biografie
Franchetti entstammte einer jüdischen Familie. Sein Vater war der Großgrundbesitzer und Unternehmer Baron Raimondo Franchetti, seine Mutter Sara Louise von Rothschild entstammte der Bankiersdynastie Rothschild. Alberto Franchetti war der älteste von drei Brüdern. Sein Vater lehnte zunächst Albertos musikalische Studien ab. Dennoch begann dieser ein Musikstudium, zunächst in Turin, später in Venedig, wohin seine Familie übersiedelt war. Seine Lehrer waren Nicolò Coccon (1826–1903) in Harmonielehre und Fortunato Magi (1838–1882) in Kontrapunkt. Mit zwanzig Jahren ging Franchetti nach München. Hier studierte er bei Josef Rheinberger und anschließend in Dresden bei Felix Draeseke und Edmund Kretschmer. Seine Abschlussarbeit in Dresden war die viersätzige Symphonie e-Moll.
Franchetti wirkte zunächst in verschiedenen oberitalienischen Städten als Musiklehrer und Komponist. Im Jahr 1888 fand die Uraufführung seiner ersten Oper Asrael am Teatro Reggio Emilia unter der Leitung von Arturo Toscanini statt. Zur 400-Jahr-Feier der Entdeckung Amerikas erhielt Franchetti, auf Empfehlung Giuseppe Verdis, den Kompositionsauftrag für eine Kolumbus-Oper (Cristoforo Colombo), die 1892 in Genua uraufgeführt wurde. Hiernach entstanden Fior d'Alpe (1894), Il Signor di Pourceaugnac (1897), Germania (UA 11. März 1902 am Teatro alla Scala wieder unter Arturo Toscanini mit Enrico Caruso in der Titelrolle), La Figlia di Jorio (Libretto: D'Annunzio) (1906), Notte di Leggenda (1915) und Glauco (1922).
Zwischen 1926 und 1928 war Franchetti Direktor des Konservatoriums von Florenz. Neben Toscanini schätzte auch Gustav Mahler Franchetti sehr; Mahler dirigierte die Opern Asrael und Cristoforo Colombo.
Franchetti gehörte zum Verehrerkreis von Richard Wagner und war – neben anderen Ehrenämtern – Vorsitzender der Wagner-Gesellschaft Bologna.
Franchettis Opern wurden auf der ganzen Welt gespielt; Germania wurde nach dem Erfolg an der Mailänder Scala u. a. an der Metropolitan Opera in New York aufgeführt; Cristoforo Colombo am Teatro Colon in Buenos Aires, Argentinien. Jedoch erhielten im Dritten Reich Franchettis Werke wegen dessen jüdischer Abstammung Aufführungsverbot. Auch in Italien verschlechterte sich seine Situation durch die Einführung der italienischen Rassengesetze ab 1938. So zog Franchetti sich 1934 aus der Öffentlichkeit nach Viareggio zurück, wo er 1942 vereinsamt starb.

## Privatleben und Familie
Franchetti, führte einen ausschweifenden Lebensstil. Eine von Franchettis Vorlieben, die er mit seinem Zeitgenossen und Komponistenkollegen Giacomo Puccini teilte, war Motorsport. Er gründete 1897 einen Automobilclub, dessen Präsident er 1899 wurde.
Franchetti war zweimal verheiratet. Im Jahr 1888 heiratete er Margherita Levi (1865–1938), von der er 1897 wieder geschieden wurde; zu diesem Zweck waren beide Eheleute für einige Jahre deutsche Staatsbürger geworden, weil in Italien eine Scheidung nicht möglich war. Mit Levi hatte Franchetti die Söhne Raimondo (1889–1935), ein Afrikaforscher, der durch einen Flugzeugabsturz über Kairo ums Leben kam, Guido (1895–1917), der im Ersten Weltkrieg starb, und die Tochter Maria (1893–1943), genannt Mimi. Franchettis Vaterschaft zu beiden letztgenannten Kindern ist unklar; das Kind Maria (Mimi) wurde nach der Geburt auf Wunsch von Raimondo senior in der Schweiz großgezogen.
Im Jahr 1903 begann Franchetti eine Beziehung mit der Schauspielerin Erminia Bellati, mit der er den Sohn Arnoldo (1911–1993) hatte. Arnoldo wurde Widerstandskämpfer im Zweiten Weltkrieg und ebenfalls Komponist, der 1947 in die USA emigrierte.
Im Jahre 1920 heiratete Franchetti seine Klavierschülerin Chiara Marini (1903–1983); zusammen haben sie die Tochter Elena (1922–2009), die sich mit italienischen Übersetzungen von Werken Franz Kafkas und der Brüder Grimm hervortat. Franchettis jüngerer Bruder Giorgio (1865–1922) gründete die legendäre Kunstsammlung Ca d'Oro in Venedig. Cody Franchetti, Sohn von Franchettis Neffen Giorgio Andrea, stammt ebenfalls aus der Franchetti-Dynastie.

## Rezeption
Nach dem Zweiten Weltkrieg erlangten seine ehemals so erfolgreichen Werke nicht mehr dieselbe Popularität und wurden nunmehr selten aufgeführt.
1992 erschien in einer CD-Produktion des Hessischen Rundfunks eine Gesamtaufnahme der Oper Christoforo Colombo mit Renato Bruson in der Titelrolle. 2006 brachte die Deutsche Oper Berlin in einer Inszenierung der damaligen Intendantin Kirsten Harms Germania heraus; eine Produktion, die auch auf DVD veröffentlicht wurde. Im Oktober 2022 folgte das Theater Bonn mit einer Inszenierung der Oper Asrael.
Im Oktober 2023 wurde, über achtzig Jahre nach deren Entstehung, Franchettis posthume Oper Don Buonaparte im erzgebirgischen Eduard-von-Winterstein-Theater unter der musikalischen Leitung von Jens Georg Bachmann (Regie: Lev Pugliese) mit nationaler Aufmerksamkeit uraufgeführt.

## Werke

### Opern
- Asrael. Große Oper in vier Akten. Libretto: Ferdinando Fontana. Uraufführung 11. Februar 1888 Reggio Emilia, G. Ricordi, Mailand 1888 OCLC 731486524 (Digitalisat der digitalisierten Sammlungen der Staatsbibliothek zu Berlin) Trotz etlicher Aufführungen in Hamburg, Dresden und Leipzig[14] wurde Asrael nur in Prag zum Repertoirestück und erlebte zwischen 1890 und 1900 einundsechzig Aufführungen.[15] Seit dem 16. Oktober 2022 steht die Oper auf dem Spielplan des Theaters Bonn.[16]
- Zoroastro. Libretto: Ferdinando Fontana (1890; nur angedacht, nicht komponiert)
- Cristoforo Colombo. Dramma lirico in vier Akten und einem Epilog. Libretto: Luigi Illica. Uraufführung 6. Oktober 1892 Genua zum 400. Jahrestag der Entdeckung Amerikas (Digitalisat des Klavierauszuges der vieraktigen Fassung von 1893 beim Internet Archive), Neufassung 1897 (3. und 4. Akt zusammengefasst). Definitive Fassung (3 Akte und Epilog): Uraufführung 17. Januar 1923 in Mailand, konzertante Opernproduktion in der Alten Oper Frankfurt mit dem Radio-Sinfonie-Orchester Frankfurt und dem Budapester Rundfunkchor unter der Leitung von Marcello Viotti mit Renato Bruson in der Titelrolle vom 30. August 1991 OCLC 723403181
- Fior d’Alpe. Oper in 3 Akten. Libretto: Leo di Castelnovo (=Leopoldo Pullè). Uraufführung 1894 Mailand, Sonzogno, Mailand OCLC 610720949
- Il signor di Pourceaugnac. Opera comica in drei Akten. Libretto: Ferdinando Fontana (nach Molière). Uraufführung 1897 Mailand OCLC 165638466 (Digitalisat des Librettos beim Internet Archive)

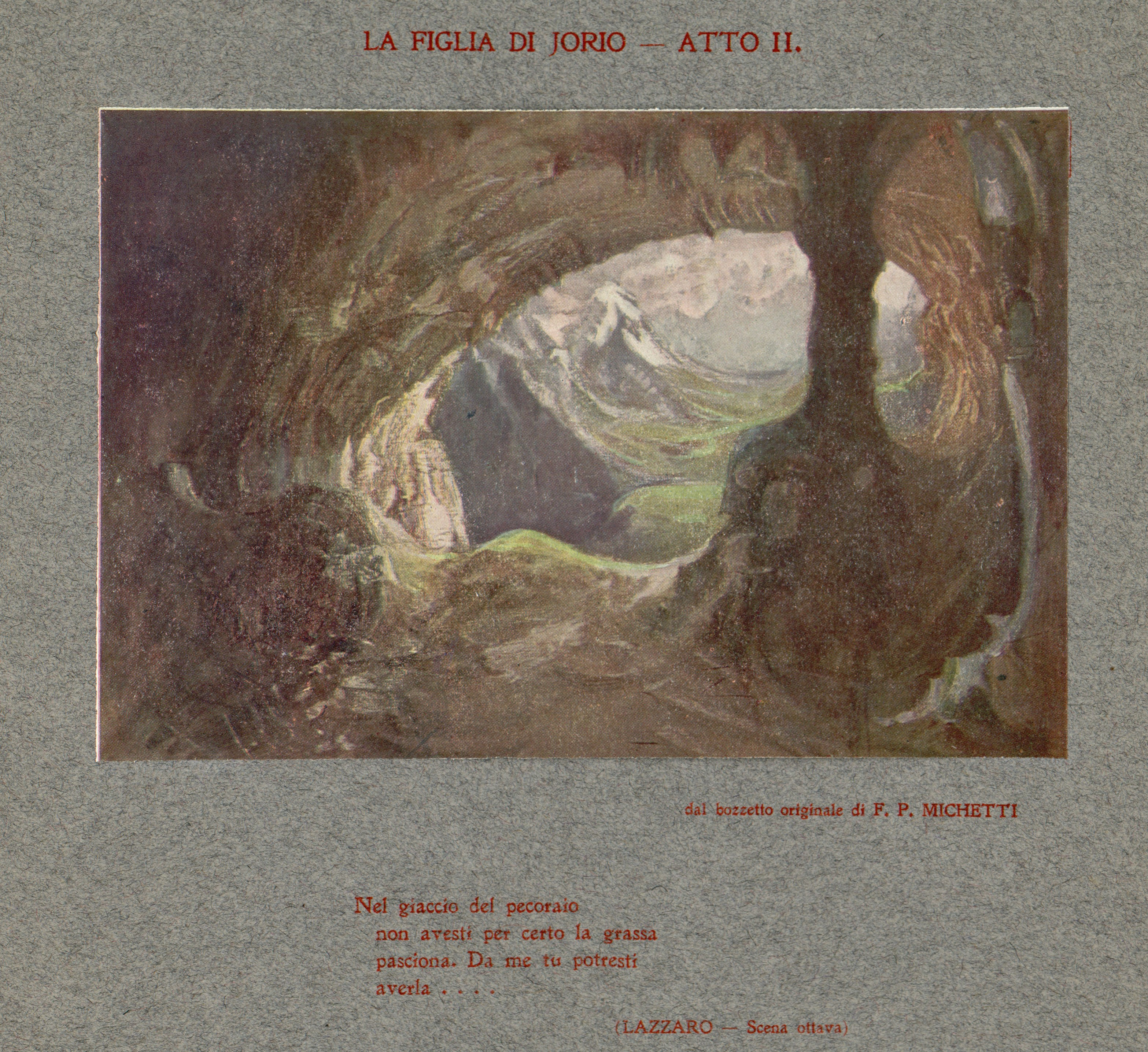
Bühnenbildentwurf für La figlia di Iorio

- Germania. Dramma lirico in einem Prolog, zwei Bildern und einem Epilog. Libretto: Luigi Illica. Uraufführung 11. März 1902 Mailand (Scala), enthält die von Enrico Caruso eingesungenen Arien Studenti uditi und No, no chiuder gli occhi vaghi OCLC 402704576 Die Deutsche Oper Berlin brachte am 15. Oktober 2006 das Werk erstmals seit 1908  in einer Inszenierung von Kirsten Harms auf eine deutsche Bühne. OCLC 972534967
- La figlia di Iorio. Tragedia pastorale in drei Akten. Libretto: Gabriele D’Annunzio nach seiner gleichnamigen Tragödie aus dem Jahr 1904. Uraufführung 1906 Mailand, Ricordi, Mailand OCLC 839134094, enthält das Arioso Rinverdisca per noi di vita eterna
- Notte di leggenda. Tragedia lirica in einem Akt. Libretto: Giovacchino Forzano. Uraufführung 14. Januar 1915 Mailand (Scala)
- Giove a Pompei. Commedia musicale (Operette) in  drei Akten (zusammen mit Umberto Giordano). Libretto: Luigi Illica und Ettore Romagnoli. Uraufführung 1921 Rom, Ricordi, Mailand OCLC 23029751
- Glauco. Oper in  drei Akten. Libretto: Giovacchino Forzano nach Ercole Luigi Morselli. Uraufführung 8. April 1922 Neapel, Casa Musicale Sonzogno, Mailand OCLC 846212549
- Il finto paggio (Der falsche Page) (1924; nicht aufgeführt). Commedia musicale. Libretto: Giovacchino Forzano
- Il gonfaloniere (Der Bannerträger) (1927, Fragment). Libretto: Giovacchino Forzano
- Kermesse. Beitrag zu: Fiori del Brabante. Azione coreografica (Festspiel). Libretto: Giovacchino Forzano. Musik: Alberto Franchetti, Pietro Mascagni (Danza dei Gianduiotti e Giacomette), Riccardo Zandonai, Alfredo Casella, Gian Francesco Malipiero, Ildebrando Pizzetti, Ottorino Respighi. Uraufführung 10. Februar 1930 Turin (Teatro Regio; anlässlich der Hochzeit von Umberto von Savoyen und Marie José von Belgien)
- Don Buonaparte (Don Napoleone). Opera comica (1941; Uraufführung erst am 14. Oktober 2023 im erzgebirgischen Eduard-von-Winterstein-Theater[17][18][19]). Libretto: Giovacchino Forzano
- Maria Egiziaca (Fragment, verschollen). Libretto: Cesare Hanau und Ettore Albini

### Sonstige Werke
- Idillio campestre, [Ländliches Idyll], 1878, unter dem Pseudonym Aldo veröffentlicht
- Sinfonia e-Moll in vier Sätzen, 1884 als Studien-Abschlussarbeit komponiert, Uraufführung 1886, italienische Erstaufführung 1888 in Mailand unter der Leitung von Franco Faccio[1] OCLC 633924179I  Allegro un poco agitato II Larghetto III Intermezzo e trio IV Allegro vivace OCLC 8051034766
- L'ottavo centenario dell'Università di Bologna, Inno [Hymne] für Sopran, Chor und Orchester, zur Achthundertjahrfeier der Universität Bologna, Text: Enrico Panzacchi,  Uraufführung in Bologna, 1888
- Nella foresta nera [Im Schwarzwald], sinfonische Impressionen, 1900 OCLC 913858855
- Nell'aria della sera, Melodia, Text:  L. Stecchetti
- Fantasia drammatica, 1913
- Ballata di Primavera [Frühlingsballade] für Tenor und Klavier, Text: Saverio Kambo (1878–1933)
- Cinque romanze [Fünf Romanzen]  für Gesang und Klavier, unter dem Pseudonym Tito veröffentlicht
- Elegia für Klavier
- Loreley, sinfonische Dichtung
- Variazioni für Streichquartett
- Chorwerke
- Lieder